# Kursan
Kursan (madžarsko Kurszán) tudi Kusál, Cussan, v latinskih virih dux Chussal (Chussol, Chusdal, Cusa), je bil domnevno zadnji sveti kralj (kende, kündü) Madžarov, * ni znano, † 904 ali 906, Pressburg/Bratislava. 
Kursan se v bizantinskih virih prvič omenja leta 894. Takrat je bil poleg Árpáda eden od dveh voditeljev madžarske "dvojne kneževine", čeprav je njegova natančna vloga sporna. Takrat sta Madžare vodila "sveti" voditelj (kende) in vojaški poveljnik (gyula), vendar natančna delitev njunih nalog ni znana. Možno je, da je imel kende bolj protokolarne naloge, medtem ko je gyula skrbel za vsakdanje posle. Model za takšno delitev oblasti se najde med Hazari, polnomadskim ljudstvom iz Srednje Azije. 
O Kursanovem življenju je zaradi pomanjkanja virov znanega zelo malo. Po njem imenovano pleme naj bi se naselilo v istoimenskem gradu na zapuščenem mestu rimskega kastra Akvinkum  (današnja Budimpešta). Po porazu Madžarov leta 893 proti turškim Pečenegom, povezanih z bolgarskim kanom Simeonom I., sta bila kende Levedi in že ostareli gyula Álmoš strmoglavljena, potem ko sta zaman poskušala pridobiti podporo v Hazarskem kaganatu. Kursan se je morda takrat povzpel na položaj kende. Na poziv bizantinskega cesarja Leona VI., ki se je po navedbah zgodovinarja Georgija Monahosa pogajal s Kursanom, so se Madžari leta 895 znova obrnili proti Bolgariji, vendar so doživeli nov poraz in bili izgnani s svojega tradicionalnega poselitvenega območja med Donavo in Dneprom. Od tam so se preselili v Transilvanijo in Panonsko nižino. 
Leta 904 ali 906 so Kursana umorili bavarski plemiči na banketu v Pressburgu (Bratislava). Árpád je nato postal edini vladar, odstavil Kursanove privržence in po odločilni magi nad Bavarci v bitki pri Bratislavi leta 907 ustvaril Ogrsko kneževino.

## Vir
- György Györffy: Die Landnahme der Ungarn aus historischer Sicht. V: Michael Müller-Wille, Reinhard Schneider (ur.): Ausgewählte Probleme europäischer Landnahmen des Früh- und Hochmittelalters. Teil 2, 1994, str. 67–78